# نقص التمريض

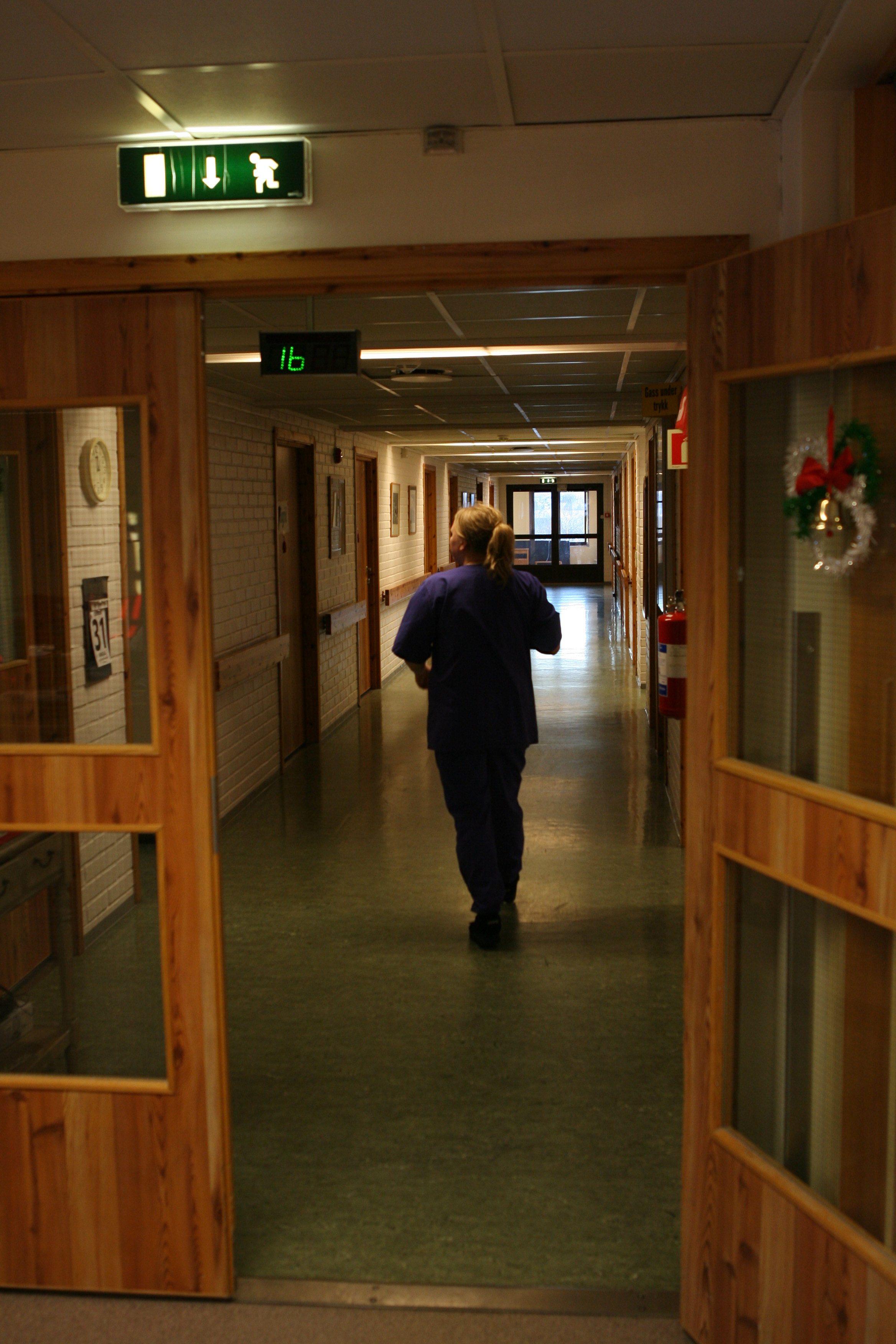

يشير نقص التمريض إلى الحالة التي يتجاوز فيها الطلب على متخصصي التمريض (كالممرضين المسجلين) ما يمكن توفيره محليًا (على سبيل المثال: داخل منشأة للرعاية الصحية) على المستوى الوطني أو العالمي. يمكن قياس نقص التمريض عندما يتطلب معدل التمريض إلى المرضى أو معدل التمريض إلى السكان أو عدد الوظائف الشاغرة للتمريض عددًا أكبر من الممرضين المتاحين حاليًا. تلاحظ هذه الحالة في الدول المتقدمة والنامية حول العالم.
لا ينتج نقص التمريض بالضرورة عن نقص التزويد بالممرضين المدربين. في بعض الحالات، يحدث نقص ملحوظ مع زيادة معدلات قبول الطلاب في مدارس التمريض. تشمل العوامل المحتملة: عدم وجود نسب كافية من الموظفين في المستشفيات وغيرها من مرافق الرعاية الصحية، ونقص برامج التوظيف للممرضين المدربين حديثًا، وعدم كفاية حوافز الاحتفاظ بالعاملين.
على الصعيد العالمي، تقدر منظمة الصحة العالمية وجود نقص ما يقارب 4.3 مليون ممرض وطبيب وغيرهم من الموارد البشرية الصحية الأخرى في جميع أنحاء العالم؛ وذلك نتيجة مرور عقود من قلة الاستثمار في تعليم العاملين الصحيين وتدريبهم وأجورهم وبيئة عملهم وإدارتهم.

## الأسباب
يشكل نقص التمريض مشكلة في العديد من البلدان. لمعالجة المشكلة، أُجريت دراسات نفسية لمعرفة شعور الممرضين حيال حياتهم المهنية، على أمل أن نتمكن من تحديد ما يمنع بعض الممرضين من الاستمرار في المهنة على المدى الطويل. في دراسة أجراها عالم الاجتماع براين تورنر، تبين أن أكثر شكاوى التمريض شيوعًا هي:
- التبعية لمهنة الطب في جميع المسائل، حتى في القواعد الأساسية.
- ظروف العمل الصعبة.

حدد تقرير من كومنولث أستراليا بعض الأمور الأخرى التي تسبب عدم راحة التمريض:
- تغييرات الجدول المستمرة.
- العمل الزائد بسبب عدد المرضى الكبير والأعمال الورقية.
- العمل بنظام الورديات.
- عدم تقدير الرؤساء.
- نقص رعاية الأطفال الموفرة.
- الأجر غير الكافي.
- وجدت دراسة أخرى أن استياء التمريض نابع من:
- توقعات متضاربة من الممرضين والمديرين بسبب تنظيم التكلفة.
- عدم القدرة على تقديم رعاية تمريضية شاملة بسبب العمل.
- فقدان الثقة في نظام الرعاية الصحية.[3]

لم تتغير السياسات والممارسات الصحية الإدارية/الحكومية في العديد من الولايات القضائية في العقود الماضية إلا قليلًا جدًا. كان خفض التكاليف هو الأولوية، ومازالت أعداد المرضى غير مضبوطة، ونادرًا ما يُستشار الممرضين عند التوصية بإصلاح الرعاية الصحية. السبب الرئيسي وراء اعتزام الممرضين مغادرة المجال، وفقما ذكرت المجموعة الاستشارية الأولى، هو ظروف العمل. مع معدل انسحاب موظفين مرتفع، ليس أمام مجال التمريض فرصة لحشد الموظفين المحبطين أصلًا. بصرف النظر عن ظروف العمل المتدهورة، فإن المشكلة الحقيقية هي «فشل التمريض في أن يكون مجالًا جذابًا للجيل الأصغر سنًا». اخفض اهتمام طلاب الجامعات بالتمريض باعتباره مهنة محتملة. أكثر من نصف الممرضين العاملين «لا يوصون أطفالهم بدخول مجال التمريض»، وأقل من الربع بقليل ينصح الآخرين بتجنب التمريض كمهنة تمامًا.
وصف باحثا التمريض الأستراليان جون بوكانان وجيليان كونسيدين المستشفيات بأنها «تُدار مثل الشركات» مع اعتبار «قضايا رعاية المرضى ... ذات أهمية ثانوية». الدعم العاطفي والتعليم والتشجيع والاستشارة جزء لا يتجزأ من ممارسة التمريض اليومية. ومع ذلك، فإن هذه الممارسات لا يمكن تحديدها كميًا بسهولة ويعتبرها المديرون تكلفة غير مبررة للمرضى الذين ينظر إليهم كمستهلكين. لذلك، تدخل المسؤوليات السريرية فقط في ميزانية المنظمة وخطة رعاية المستهلكين، مثل: تنظيم الدواء وتغيير الملابس وإدخال قسطرة فولي وأي شيء ينطوي على إمدادات ملموسة.
يؤثر نقص التمريض على الدول النامية التي تقدم الممرضين للعمل في الخارج في البلدان الأكثر ثراءً. على سبيل المثال، لاستيعاب النقص الملحوظ في التمريض في الولايات المتحدة، يقوم المستشفى الأمريكي بتوظيف ممرضين من الخارج، وخاصةً من الفلبين وأفريقيا. وهذا بدوره يمكن أن يؤدي إلى نقص أكبر في التمريض في بلدانهم الأصلية. واستجابة لذلك، اعتمدت جمعية الصحة العالمية لمنظمة الصحة العالمية في عام 2010 مدونة الممارسات العالمية بشأن التوظيف الدولي للعاملين الصحيين، وهو إطار سياساتي لجميع البلدان من أجل التوظيف الدولي الأخلاقي للممرضات وغيرهم من المهنيين الصحيين.

### التأثير على الرعاية الصحية
رُبِطَ نقص التمريض (بما في ذلك انخفاض معدل الممرضين إلى المرضى) بالتأثيرات التالية:
- زيادة أعباء عمل الممرضات.
- زيادة خطر الخطأ، مما يعرض سلامة المريض للخطر.
- زيادة خطر انتشار العدوى للمرضى والعاملين.
- زيادة خطر حدوث نتائج سلبية، مثل: الالتهاب الرئوي والصدمة والسكتة القلبية والتهابات المسالك البولية.
- زيادة خطر الإصابة المهنية.
- زيادة انسحاب مختصي التمريض، مما يؤدي إلى ارتفاع التكاليف على صاحب العمل ونظام الرعاية الصحية.
- زيادة إدراك الممرضين لظروف العمل غير الآمنة، مما يساهم في زيادة النقص ويعيق جهود التوظيف المحلية أو الوطنية.

## النقص حسب البلد

### المغرب
لدى المغرب عدد أقل بكثير من الممرضين وغيرهم من الموظفين الطبيين للفرد الواحد مقارنةً مع غيرها من الدول ذات الدخل القومي المشابه. بلغ عدد الممرضين في المغرب 29025 في عام 2011؛ ثلثا هذا العدد ممرضون مسجلون وثلثه ممرضون مساعدون، بنسبة 8 ممرضين لكل 10,000 نسمة. ونتيجةً لذلك، تُصنَّف المغرب بين الدول السبعة والخمسين التي تعاني من نقص شديد في الموارد البشرية المدربة طبيًا.
تشير دراسة حديثة أجراها المعهد الأوروبي لعلوم الصحة (المعهد الأوروبي لعلوم الصحة في الدار البيضاء) على أساس النمذجة العلمية للاحتياجات المستقبلية، إلى أن الوضع سوف يزداد سوءًا، وأنّ المغرب بحاجة أن ينتج بين 40,000 و80,000 خريج جديد حتى عام 2025 لسد فجوة التمريض.

### المملكة المتحدة
في أكتوبر 2015، أعلنت حكومة المملكة المتحدة إضافة التمريض إلى قائمة الوظائف الحكومية الناقصة مؤقتًا.
في ديسمبر 2015، أبلغ 207 من أصل 232 مستشفى إنجليزي (90%) عن نقص في التمريض.
في يناير 2016، قال كلية التمريض الملكية إن أكثر من 10,000 وظيفة تمريضية أصبحت شاغرة في عام 2015. يمثل هذا زيادة بنسبة 3% سنويًا، من 11% جميع وظائف التمريض في لندن في عام 2013، إلى 14% في عام 2014، و17% في عام 2015، ويساوي ذلك نحو 10% وسطيًا على الصعيد الوطني. وبحسب مقال لبي بي سي قالت وزارة الصحة إنها لم تتعرف على الأرقام.